# Kutrovice
Obec Kutrovice se nachází 6 km severozápadně od Slaného v okrese Kladno, kraj Středočeský. Žije zde 107 obyvatel. Vsí protéká Bakovský potok, přes který v bezprostředním jihozápadním sousedství Kutrovic vyvýšeným mostem přechází silnice I. třídy č. 7 z Prahy do Chomutova.

## Historie
První písemná zmínka o vsi pochází z roku 1366.

### Územněsprávní začlenění
Dějiny územněsprávního začleňování zahrnují období od roku 1850 do současnosti. V chronologickém přehledu je uvedena územně administrativní příslušnost obce v roce, kdy ke změně došlo:
- 1850 země česká, kraj Praha, politický i soudní okres Slaný[4]
- 1855 země česká, kraj Praha, soudní okres Slaný[4]
- 1868 země česká, politický i soudní okres Slaný[4]
- 1939 země česká, Oberlandrat Kladno, politický i soudní okres Slaný[5]
- 1942 země česká, Oberlandrat Praha, politický i soudní okres Slaný[6]
- 1945 země česká, správní i soudní okres Slaný[7]
- 1949 Pražský kraj, okres Slaný[8]
- 1960 Středočeský kraj, okres Kladno[9]

### Rok 1932
V obci Kutrovice (254 obyvatel) byly v roce 1932 evidovány tyto živnosti a obchody: cihelna, kolář, mlýn, pekař, obchod se smíšeným zbožím, švadlena, 2 trafiky.

## Pamětihodnosti
Významnější památky v Kutrovicích nejsou. Na návsi v jižní části vsi se nachází obdélná pozdně barokní kaplička z poloviny 19. století; v jejím západním sousedství představují pozůstatky regionálně typické lidové architektury první půle 19. století dva zděné patrové domy s pavlačemi čp. 2 a čp. 5. Mohutný kaštan (jírovec maďal), rostoucí vedle požární zbrojnice na jižním okraji Kutrovic, figuruje i v obecním znaku.

## Doprava
- Silniční doprava – Do obce vedou silnice III. třídy. Ve vzdálenosti 1 km vede silnice I/7 Praha - Chomutov.

- Železniční doprava – Železniční trať ani stanice na území obce nejsou. Nejblíže obci je železniční zastávka (jen pro osobní dopravu) Královice u Zlonic ve vzdálenosti 3 km ležící na trati 110 z Kralup nad Vltavou a Slaného do Loun. Ve vzdálenosti 6 km leží železniční stanice Slaný (pro veškerou dopravu) ležící na téže trati.

- Autobusová doprava – V obci zastavovaly v červnu 2011 příměstské autobusové linky Slaný-Líský (5 spojů tam i zpět), Slaný-Srbeč-Mšec (7 spojů tam, 8 spojů zpět) a Pozdeň-Slaný-Praha (1 spoj tam i zpět) (dopravce ČSAD Slaný, a.s.). Ve zastávce Kutrovice, rozcestí staví dálkové autobusové linky jedoucí do těchto cílů: Chomutov, Litvínov, Louny, Most, Praha.[11]

## Galerie

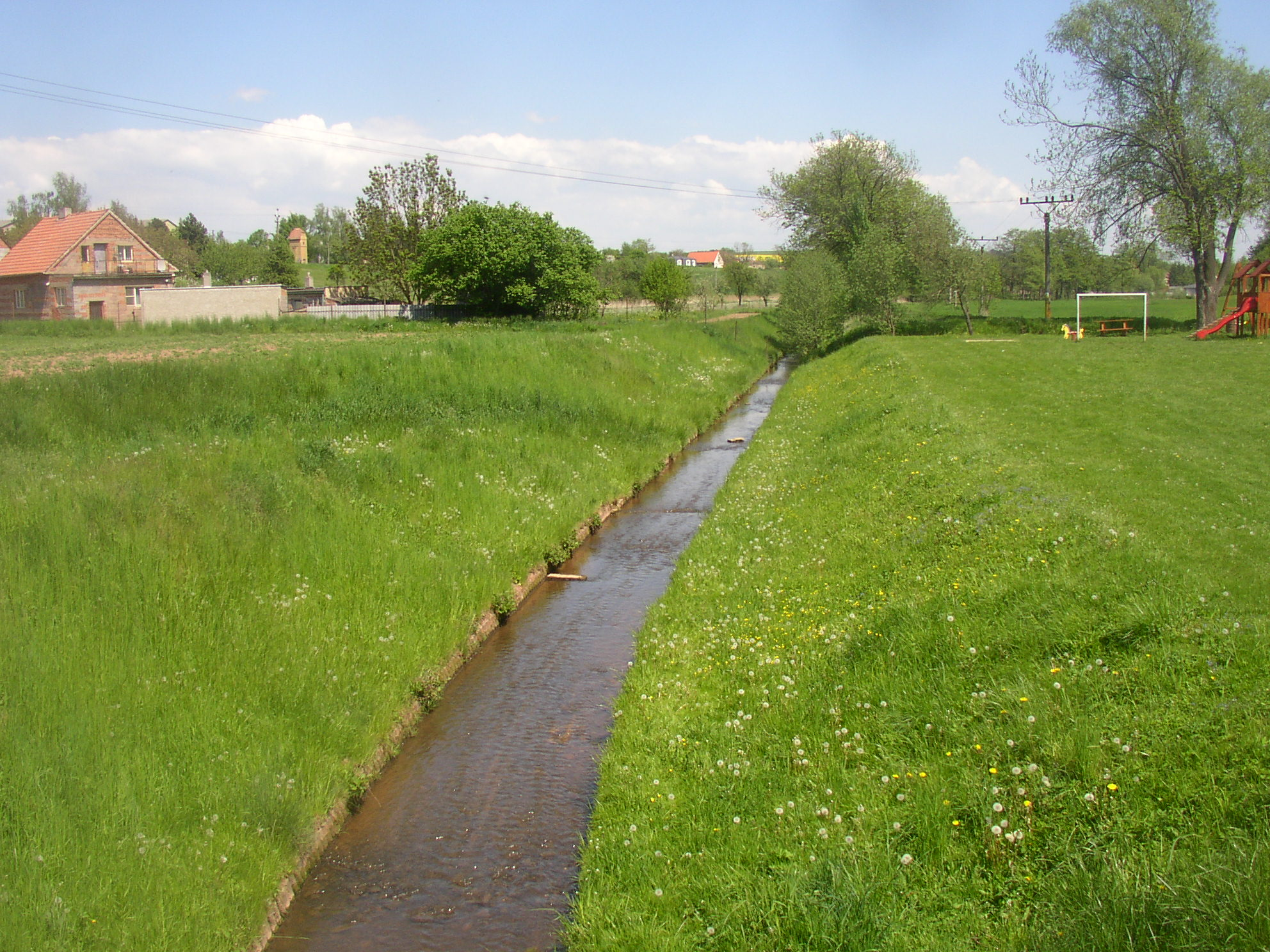
Bakovský potok v centru Kutrovic
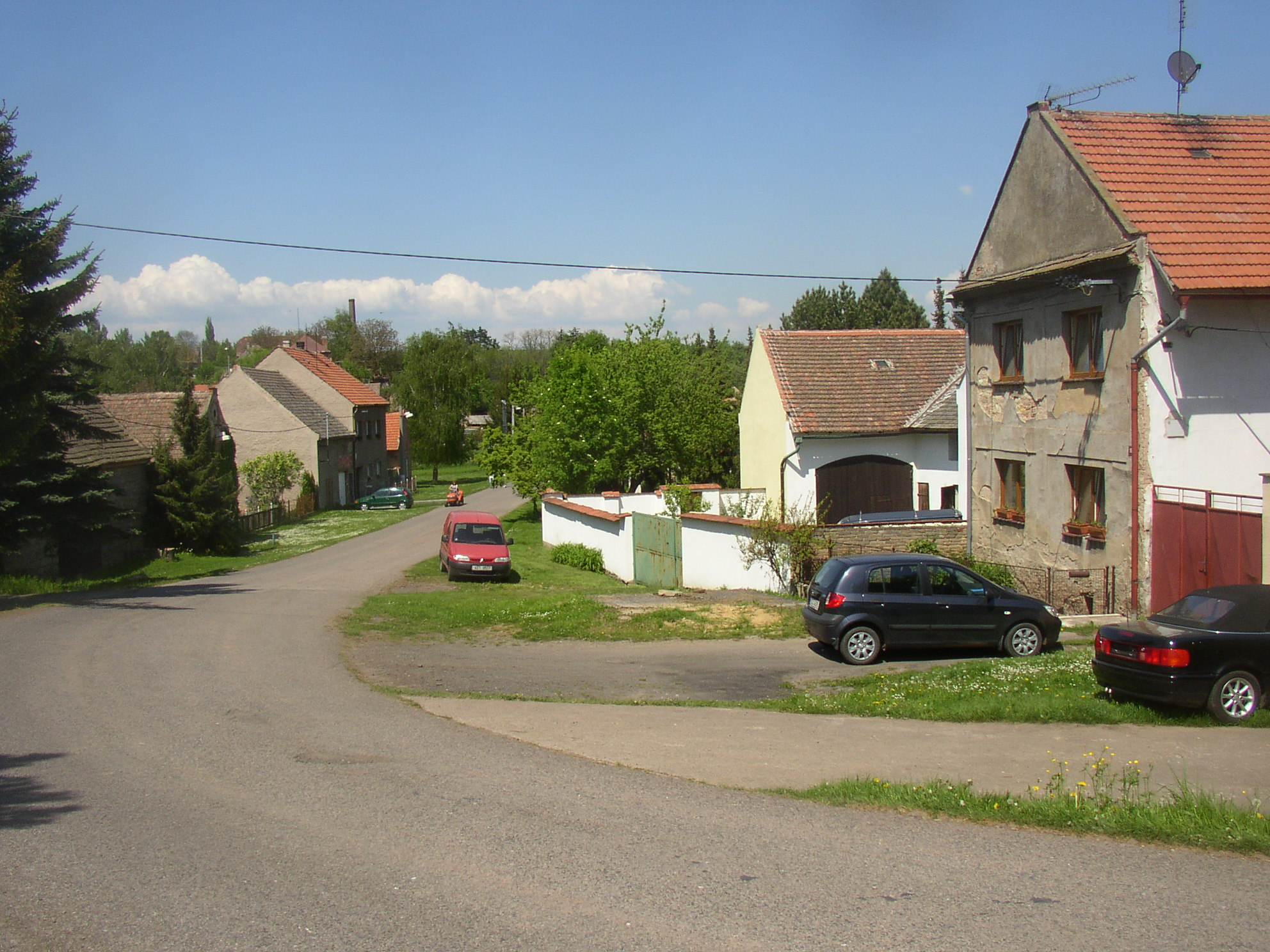
Hlavní ulice jižně od potoka
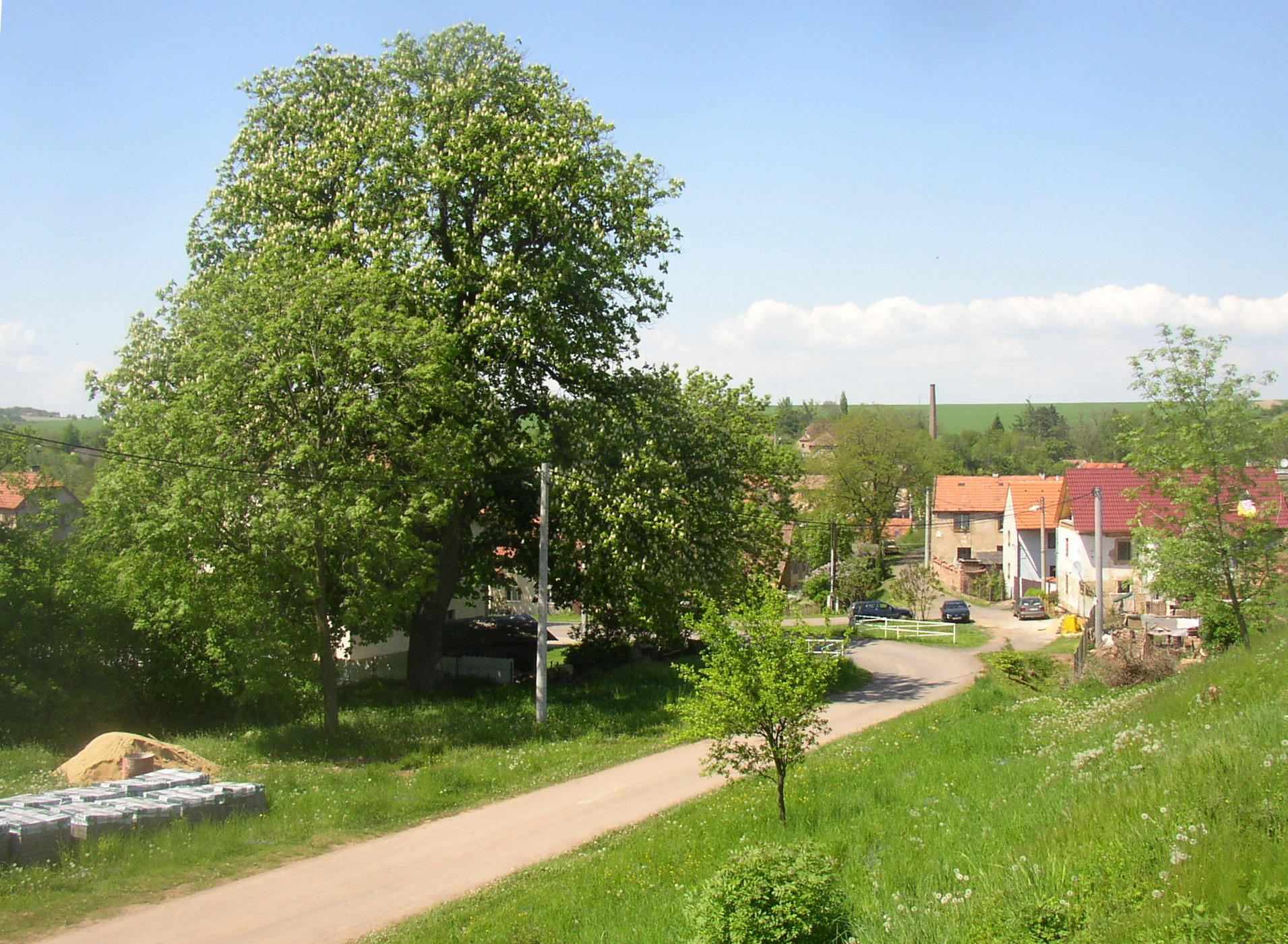
Kutrovický kaštan
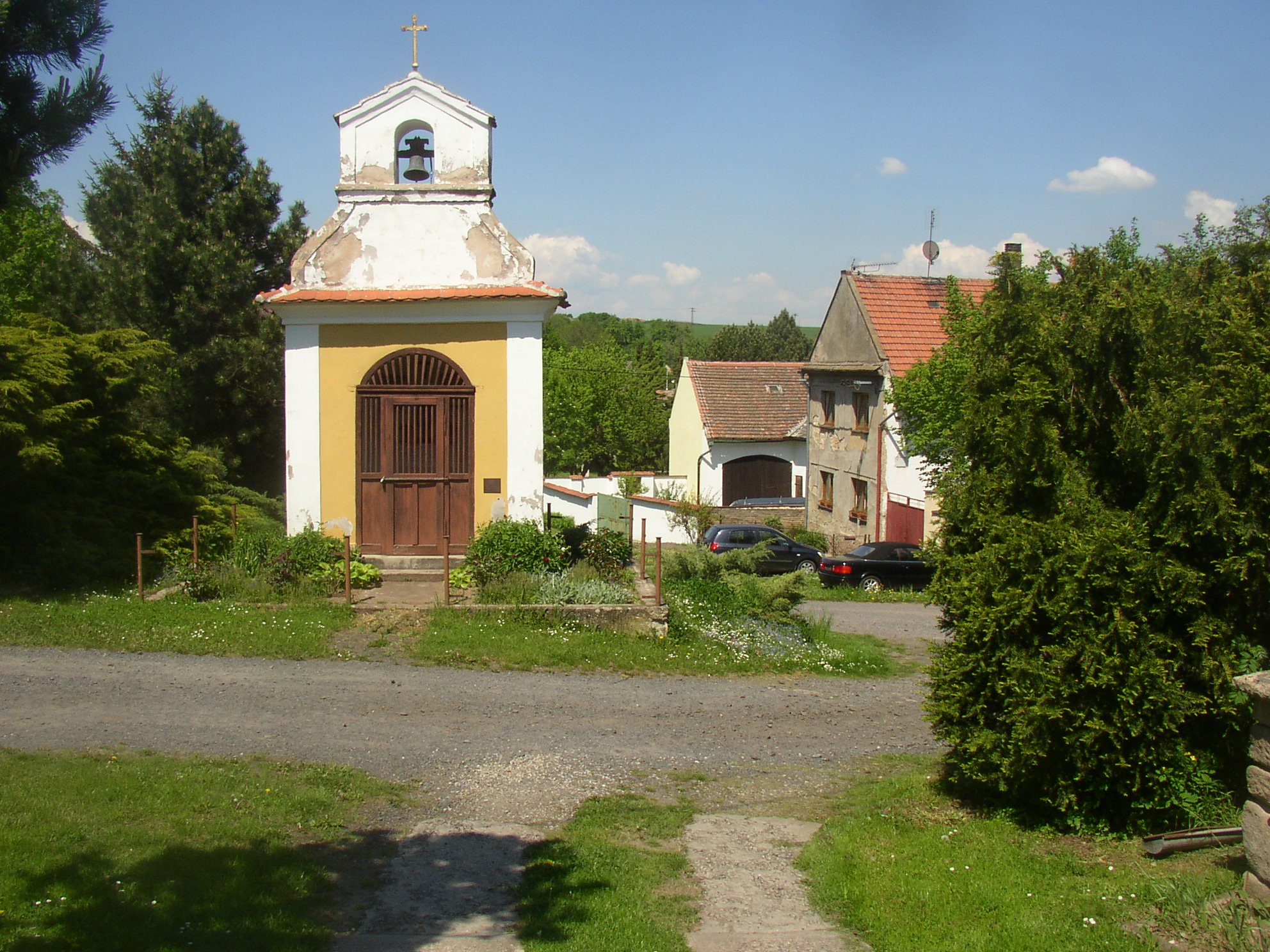
Celkový pohled na kapličku od jihu
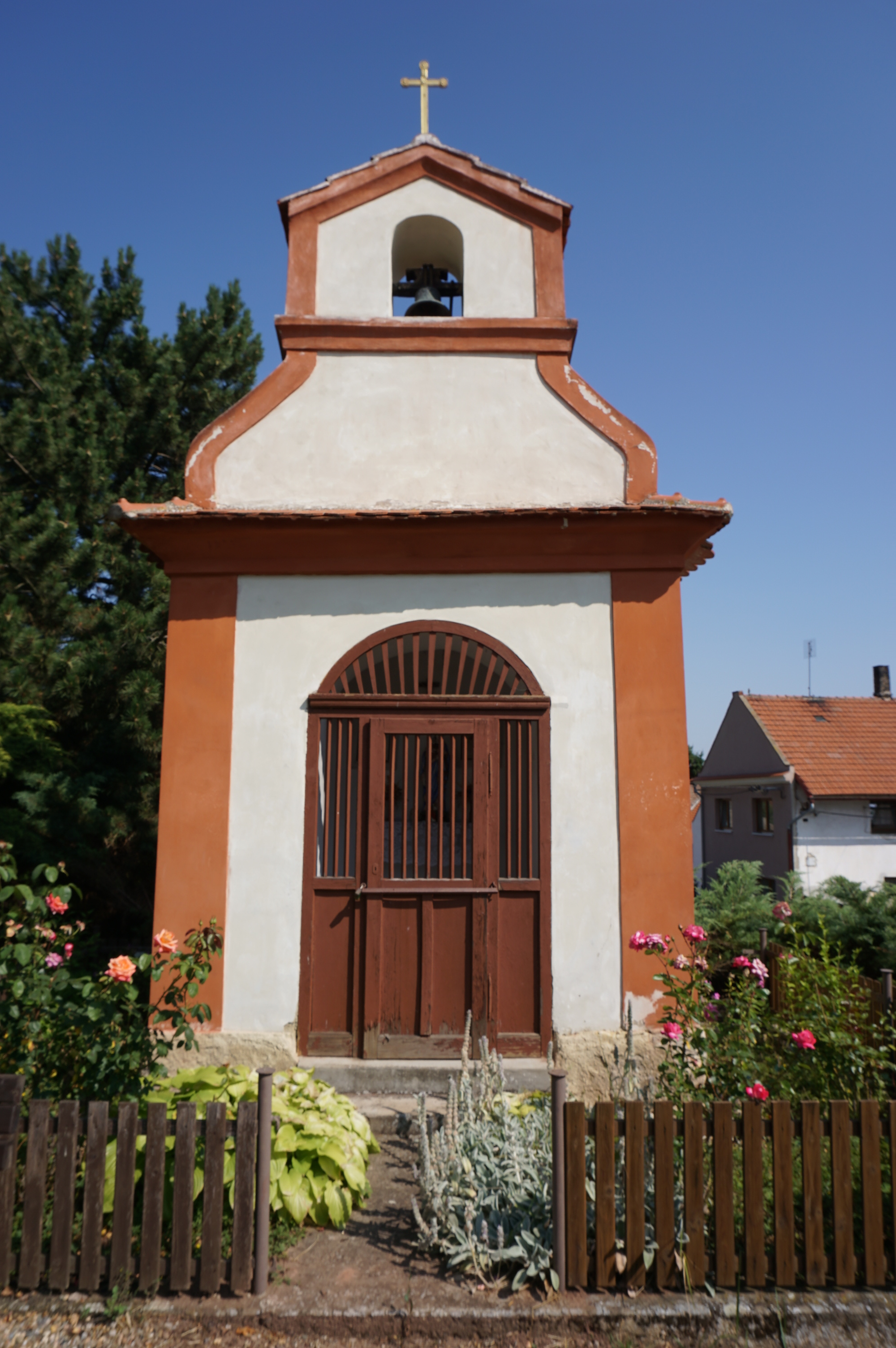
Detail kapličky po rekonstrukci
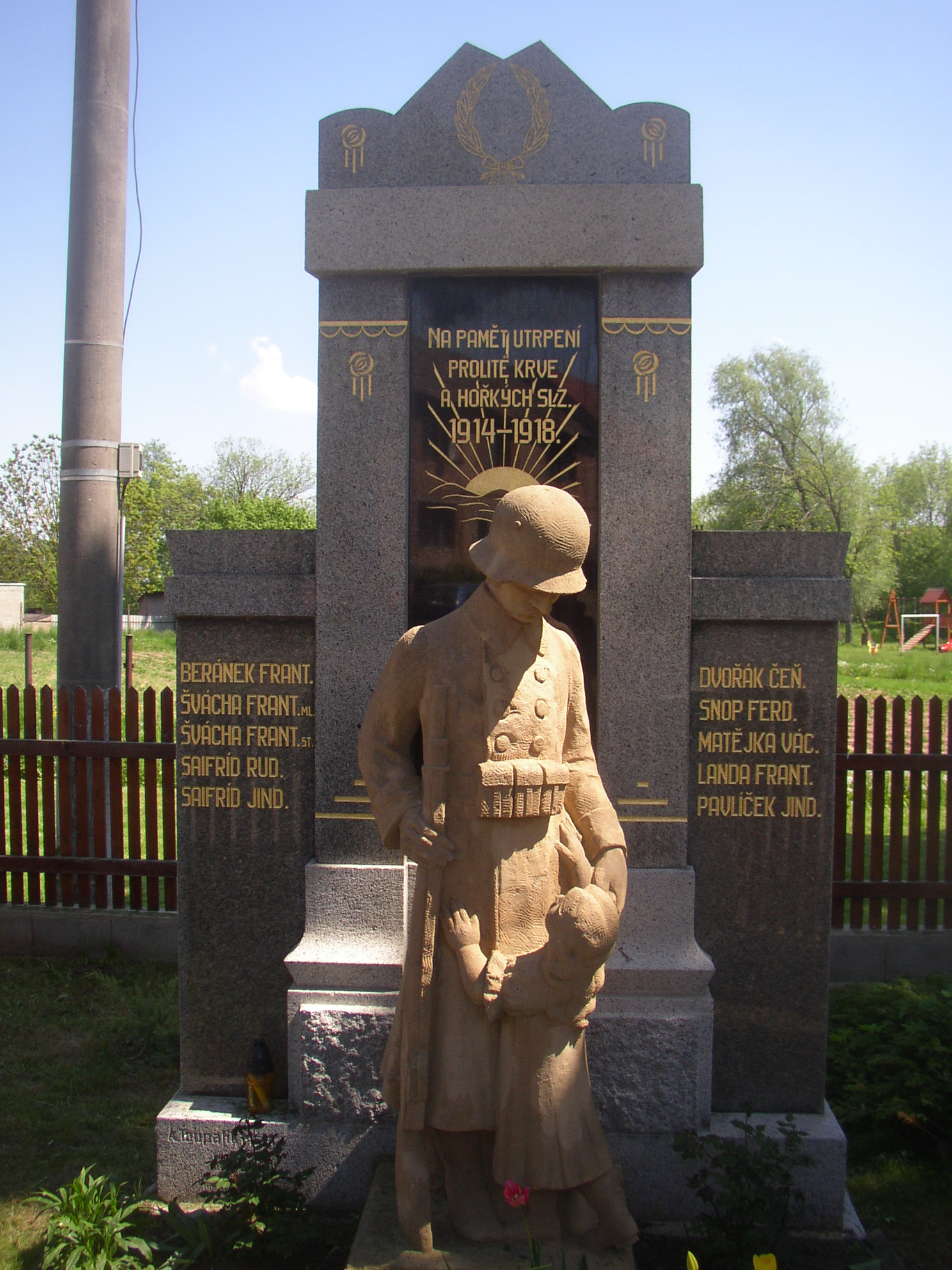
Pomník padlým v první světové válce
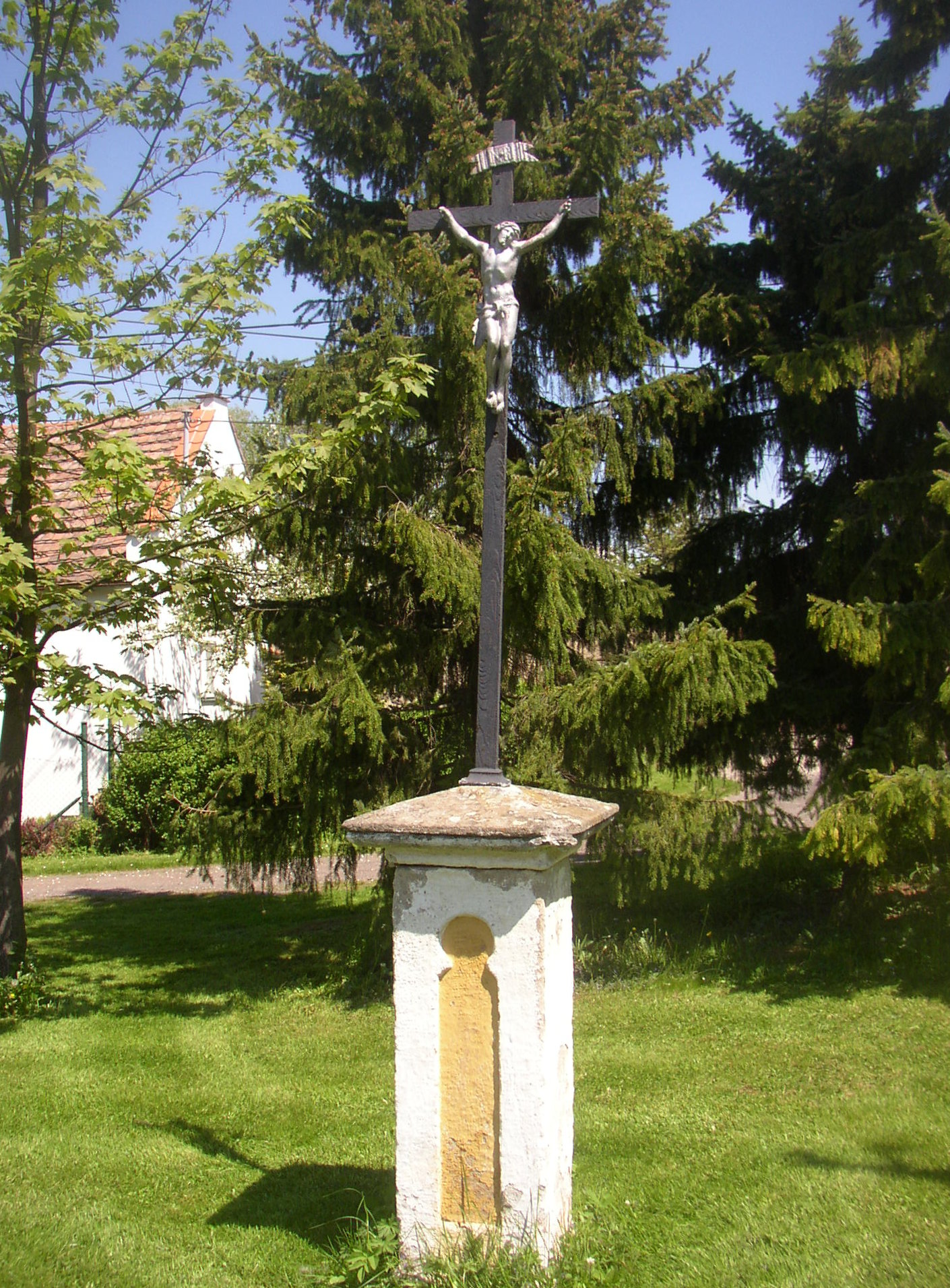
Křížek v obci